# Berdiansk
Berdiansk  (en ruso: Бердянск, romanizado: Berdyansk; en ucraniano: Бердянськ) es una ciudad costera ucraniana perteneciente al óblast de Zaporiyia. Situada en el sur del país, sirve como centro administrativo del raión de Berdiansk y centro del municipio (hromada) homónimo. Berdiansk cuenta con un zoológico de safari, un parque acuático, museos, centros de salud con baños de barro y tratamientos climáticos, y numerosas actividades de deportes acuáticos. 
La ciudad se encuentra ocupada por Rusia desde el 27 de febrero de 2022 en el marco de la invasión rusa de Ucrania.

## Toponimia
Su nombre original era Kutur-Ogly. El nombre de la ciudad cambió a Nuevo Nogaisk en 1830 (Nogaisk era el nombre de Primorsk en esos años, por la tribu túrquica de los nogayos). Entre 1939 y 1958 la ciudad fue conocida como Osipenko, llamada así por la heroína de la Unión Soviética Polina Osipenko. Este nombre ahora se le ha dado al pueblo cercano Osipenko, donde nació Polina Osipenko.

## Geografía
Berdiansk está situada a orillas del río Berda (que forma el istmo de Berdiansk) en la costa oriental de la bahía de Berdiansk del mar de Azov, extensión norte del mar Negro. La ciudad está 173 km al sureste de Zaporiyia y 72 km al suroeste de Mariúpol.

### Clima
El clima de la costa del mar de Azov es único: el verano es caliente y seco, el invierno es suave y cálido. La brisa del mar generosamente saciado con ozono, bromo, yodo y un viento caliente con miel aroma de hierbas esteparias. La temperatura del agua del mar en Berdiansk es mayor que la de la costa del mar Negro de Crimea y el Cáucaso. Por ejemplo, en mayo el agua se calienta a 22 °C, y en junio hasta 30 °C.
| Parámetros climáticos promedio de Berdiansk (2006-2014) | Parámetros climáticos promedio de Berdiansk (2006-2014) | Parámetros climáticos promedio de Berdiansk (2006-2014) | Parámetros climáticos promedio de Berdiansk (2006-2014) | Parámetros climáticos promedio de Berdiansk (2006-2014) | Parámetros climáticos promedio de Berdiansk (2006-2014) | Parámetros climáticos promedio de Berdiansk (2006-2014) | Parámetros climáticos promedio de Berdiansk (2006-2014) | Parámetros climáticos promedio de Berdiansk (2006-2014) | Parámetros climáticos promedio de Berdiansk (2006-2014) | Parámetros climáticos promedio de Berdiansk (2006-2014) | Parámetros climáticos promedio de Berdiansk (2006-2014) | Parámetros climáticos promedio de Berdiansk (2006-2014) | Parámetros climáticos promedio de Berdiansk (2006-2014) |
| Mes                                                     | Ene.                                                    | Feb.                                                    | Mar.                                                    | Abr.                                                    | May.                                                    | Jun.                                                    | Jul.                                                    | Ago.                                                    | Sep.                                                    | Oct.                                                    | Nov.                                                    | Dic.                                                    | Anual                                                   |
| ------------------------------------------------------- | ------------------------------------------------------- | ------------------------------------------------------- | ------------------------------------------------------- | ------------------------------------------------------- | ------------------------------------------------------- | ------------------------------------------------------- | ------------------------------------------------------- | ------------------------------------------------------- | ------------------------------------------------------- | ------------------------------------------------------- | ------------------------------------------------------- | ------------------------------------------------------- | ------------------------------------------------------- |
| Temp. máx. abs. (°C)                                    | 8.9                                                     | 10.6                                                    | 15.3                                                    | 27                                                      | 32.6                                                    | 35.3                                                    | 36.8                                                    | 35                                                      | 30.1                                                    | 24.5                                                    | 17.7                                                    | 13                                                      | 37.9                                                    |
| Temp. máx. media (°C)                                   | 0.2                                                     | 0.7                                                     | 6.4                                                     | 13.9                                                    | 21.9                                                    | 27.2                                                    | 29.7                                                    | 29.7                                                    | 22.6                                                    | 15.4                                                    | 8.6                                                     | 3.2                                                     | 15                                                      |
| Temp. media (°C)                                        | -2.1                                                    | -1.8                                                    | 5.2                                                     | 12.4                                                    | 18.2                                                    | 23.1                                                    | 25.2                                                    | 25.1                                                    | 18.6                                                    | 11.9                                                    | 5.8                                                     | 1.9                                                     | 11.5                                                    |
| Temp. mín. media (°C)                                   | -4.3                                                    | -4                                                      | 0.7                                                     | 7.1                                                     | 14.4                                                    | 18.8                                                    | 20.7                                                    | 20.5                                                    | 14.5                                                    | 8.8                                                     | 3.5                                                     | -0.9                                                    | 8.3                                                     |
| Temp. mín. abs. (°C)                                    | -26.5                                                   | -21                                                     | -11.1                                                   | -2                                                      | 2.8                                                     | 9.9                                                     | 12.2                                                    | 10.9                                                    | 4.9                                                     | -2.9                                                    | -9.8                                                    | -14.3                                                   | -26.5                                                   |
| Lluvias (mm)                                            | 57                                                      | 36                                                      | 38                                                      | 34                                                      | 39                                                      | 46                                                      | 27                                                      | 27                                                      | 52                                                      | 35                                                      | 27                                                      | 52                                                      | 470                                                     |
| Fuente: Компиляция данных с сайта "Погода и Климат"     |                                                         |                                                         |                                                         |                                                         |                                                         |                                                         |                                                         |                                                         |                                                         |                                                         |                                                         |                                                         |                                                         |

### Flora y fauna
Berdiansk se encuentra en una zona de estepa, que define su variedad de flora y fauna. Las plantas esteparias forman paisajes originales que influyen favorablemente al cuerpo humano. La flora es muy variada; aquí se reúnen 300 tipos de plantas superiores. Algunas de ellas figuran en el Libro Rojo de especies amenazadas (como, por ejemplo, la Carex colchica, Åryngium maritimum y Glycyrrhiza glabra). 
La zona de Berdiansk también tiene gran variedad en su fauna. En su territorio viven mamíferos como liebres, erizos, martas, zorros, comadrejas y gatos esteparios. Aquí es posible encontrar una gran cantidad de aves: gansos, gallinetas, cisnes, garzas, patos, urracas, gaviotas, cormoranes, currucas, teros, pecho rojo y cisnes mudos. En el mar viven en el mar unas setenta especies de peces diferentes entre ellos el gran esturión, esturión ruso, rodaballo del Azov, haarder, salmonetes, kilka, anchoa, cucarachas de mar, shemaya, diversas especies de gobios, la lucioperca y el esturión. En sus aguas costeras también nadan delfines.

## Historia

### sigloXIX
En el siglo XIX, el gobierno imperial ruso comenzó a planificar la construcción de un puerto marítimo en la región norte de Azov. En 1824, el conde Mijáil Vorontsov, gobernador general del virreinato del Cáucaso, envió una expedición al mar de Azov. Su tarea era encontrar un lugar para construir un nuevo puerto marítimo para ayudar en la defensa de las fronteras del sur de Rusia. Inicialmente, el lugar para un futuro puerto estaba implícito en el pueblo de Obetochnoe que pertenecía al conde Orlov-Denisov, cerca de la ciudad de Nogaisk fundada en 1821.
En el otoño de 1824, el capitán N. Kritski, supervisor de la expedición, informó sobre varios sitios potenciales; lo mejor es un lugar aislado del mar por el istmo de Berdiansk. En un informe oficial a Vorontsov, Kritsky escribió: "la calidad del istmo de Berdiansk supera a la de istmo de Obytichna; puedes construir un embarcadero y un puerto en él a menos que concedas a Sebastopol...". En la década de 1820, el lugar del futuro Berdiansk era solo un pequeño asentamiento de pescadores con algunas cabañas. En 1825, el comerciante Nikolái Kobozev construyó un muelle de madera privado que se inauguró con una ceremonia el 1 de julio de 1830. Solo el 12 de enero de 1835, se había construido un muelle de propiedad estatal. En 1833, Kobozev instaló un poste de madera para que funcionara como baliza de navegación; un faro de piedra moderno fue construido bajo la dirección del comerciante italiano Carlo Tomasini en 1838. Es una torre octaédrica de piedra blanca de 23 metros (25,2 yd) con una franja naranja en el medio. La baliza protegía a los veleros y se vio por primera vez en 1840. Casi medio siglo después, en 1883, las lámparas de aceite fueron sustituidas por luces eléctricas, y la antigua baliza fue restaurada y mejorada con equipos más nuevos. En 1836, el primer barco extranjero entró en el puerto de Berdiansk.
En 1841, el asentamiento de la bahía de Berdiansk recibió el estatus de ciudad. Grígori Chernyaev (1787-1868) fue nombrado gobernador de la ciudad (gradonachalnik) y jefe del puerto marítimo de Berdiansk. Chernyaev, un oficial de la nobleza terrateniente, participó en la batalla de Borodinó. Después de la derrota de Napoleón fue nombrado comendador de Valenciennes. Mijáil Vorontsov lo conocía de Francia, cuando el primero era el comandante de las fuerzas de expedición rusas. El hijo del comerciante de Nogaisk que era dueño de la pesca en la bahía de Berdiansk, Nikolái Kobozev, fue elegido primer alcalde de la ciudad en 1841. Durante su mandato, el pequeño municipio se convirtió en una ciudad floreciente con un gran número de oficinas de empresas extranjeras y activo el comercio internacional. En estos años se construyó las primeras casas de piedra del pueblo y el famoso Teatro de Invierno, destruido durante la Segunda Guerra Mundial.
En la década de 1840 se crea el barrio alemán, en el que se asentaron familias germano-menonitas de la colonia de Jortytsia y de la colonia Molotschna. En 1842, Berdiansk se convirtió en el centro del distrito. El 31 de enero de 1845 se creó el primer escudo de armas de Berdiansk. Para entonces ya estaba abierta la avanzada aduanera. Algunos representantes extranjeros de compras de granos (negociadores) trasladaron sus oficinas a Berdiansk desde Mariúpol y Odesa.
El puerto iba desarrollando activamente y muy de pronto se hizo un relevante centro comercial e industrial del Imperio ruso. El auge del fomento de Berdiansk cayó a finales del siglo XIX cuando el almirante Piotr Schmidt fue el gerente de la ciudad y del puerto. A propósito, fue el padre del legendario teniente Piotr Petróvich Schmidt que encabezó la rebelión en 1905 en crucero “Ochákov”. Fue él quien aplicó esfuerzos máximos para la acomodación y desarrollo de Berdiansk. Actualmente, el parque central está nombrado en honor de Schmidt ya que él fue el iniciador de su fundación.

### sigloXX

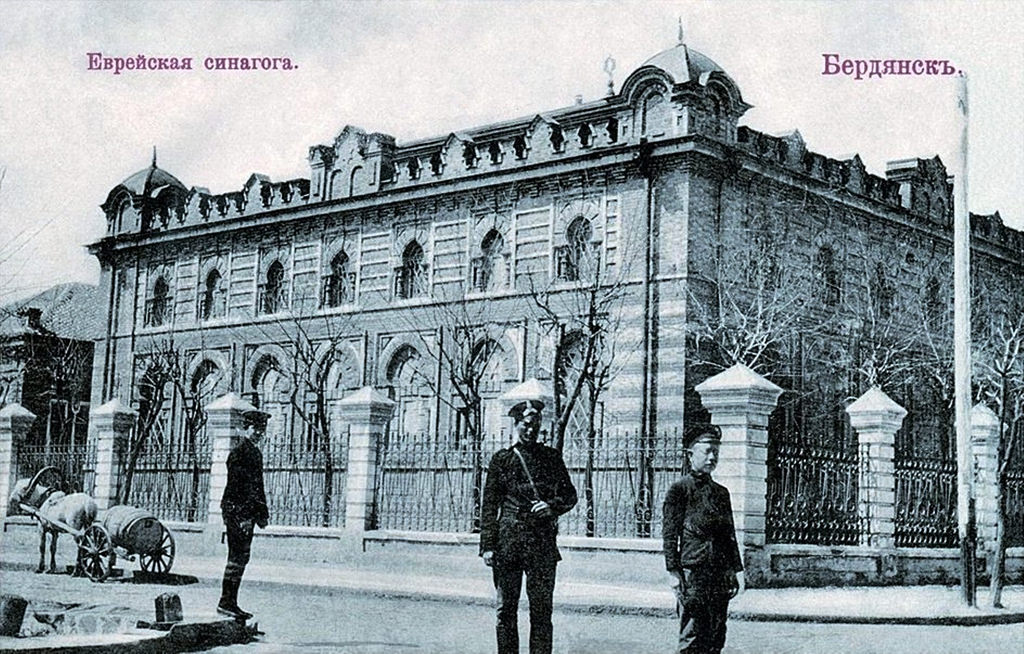
Sinagoga de Berdiansk (1917)

Durante la Guerra de independencia de Ucrania, Berdiansk cayó bajo el control de Majnovshchina, convirtiéndose en uno de los centros clave del movimiento anarquista ucraniano.
Durante el período soviético, Berdiansk fue un poderoso centro industrial. Había fábricas de máquinas de todo tipo, una refinería de petróleo, una fábrica de fibra de vidrio, una fábrica de cables, una cosechadora de hormigón armado, una fábrica de equipos de manejo de materiales, una fábrica de provisiones, un complejo panadero, una planta lechera, una planta empacadora de carne, una cantidad considerable de organizaciones de construcción y montaje, estación de ferrocarril de productos básicos y puerto comercial marítimo.
Berdiansk fue ocupada por tropas alemanas de la Wehrmacht desde el 7 de octubre de 1941 hasta el 17 de septiembre de 1943 en la Segunda Guerra Mundial. Durante este tiempo, Berdiansk fue la capital del distrito de Berdian dentro del Comisariado Imperial de Ucrania.

### sigloXXI
El 1 de junio de 2006, se inauguró el parque acuático más grande de Ucrania, la primera construcción a gran escala de una nueva infraestructura turística en la ciudad desde principios de los años 90. En marzo de 2007, Berdiansk se convirtió en el centro de la recién formada eparquía de Berdiansk y Primorsk de la iglesia ortodoxa ucraniana.
Tras la finalización del puente de Crimea, y en medio de relaciones hostiles entre Ucrania y Rusia, la autoridad portuaria de Ucrania declaró en noviembre de 2018 que en Berdiansk, año tras año, el transporte marítimo había disminuido un 50%. Dijeron que esto se debió a que los barcos no obtuvieron el permiso de Rusia para pasar por el estrecho de Kerch, pero Rusia negó cualquier interrupción del envío ucraniano.
El 27 de febrero de 2022, tres días después de que comenzara la invasión rusa de Ucrania en 2022, Berdiansk fue capturada por el ejército ruso después de la batalla de Berdiansk durante la campaña de Ucrania meridional. Mucha gente local protestó por la ocupación en las calles, cantando el himno nacional ucraniano. El buque de desembarco Sarátov de la clase Alligator de la Armada rusa fue hundido en el puerto de Berdiansk por un ataque ucraniano el 24 de marzo de 2022.
El 6 de septiembre de 2022, Artem Bardin (comandante de la ciudad impuesto por Rusia) fue atacado y gravemente herido cerca del edificio de administración, muriendo ese mismo día. Se informó de una serie de explosiones en la base aérea de Berdiansk ocupada por Rusia el 8 de diciembre de 2022.

## Demografía
La evolución de la población entre 1838 y 2021 fue la siguiente:
| 3200                                                          | 26 496 | 21 897 | 26 409 | 51 681 | 65 249 | 100 133 | 122 109 | 132 644 | 121 692 | 119 290 | 115 500 | 115 054 | 113 139 | 110 455 | 106 311 |
| (Fuente: Cities & Towns of Ukraine y UKRAINE: Größere Städte) |        |        |        |        |        |         |         |         |         |         |         |         |         |         |         |

La composición étnica local ha variado con el tiempo. En el censo de 1897 había 17.502 rusos (66,06%), sólo 4115 ucranianos (15,53%), 2771 judíos (10,46%) y 733 alemanes (2,77%). Según el censo de 1979, los ucranianos y rusos suponían cada uno el 46,5%; mientras que en el censo de 1989, los ucranianos ya eran el 48,4% de la población (frente al 45% de rusos).
Según el censo de 2001, la mayoría de la población son ucranianos (82,3%) pero la ciudad cuenta también una minoría de rusos (15%). En cuanto a las lenguas, los idiomas más hablados son ucraniano (77,11%), ruso (21,77%) y armenio (0,46%).

## Economía
Una de las principales empresas es el puerto comercial marítimo, con clientes de todo el mundo. Aquí se realiza procesamiento de metales, chatarra, granos, carbón, minerales, arcilla, aceite de semilla de girasol, aceites industriales, aceite mineral y arrabio. Hay un complejo para el procesamiento de fertilizantes y aceite mineral, la terminal de contenedores y un depósito ferroviario. Pistas y caminos se acercan a todos los amarres, y todos están equipados con grúas eléctricas. La profundidad en el área de agua del puerto es de 8,4 metros.
Berdiansk es también un importante centro pesquero que forma parte integral de la industria alimentaria de la ciudad. También hay una organización científica que investiga peces en los embalses de la cuenca de Azov. Determina los niveles de población y calcula los volúmenes anuales de extracción de peces comestibles tan valiosos como el esturión, la lucioperca, el haarder, el rodaballo de Azov, los gobios de Azov y la platija.

### Industria

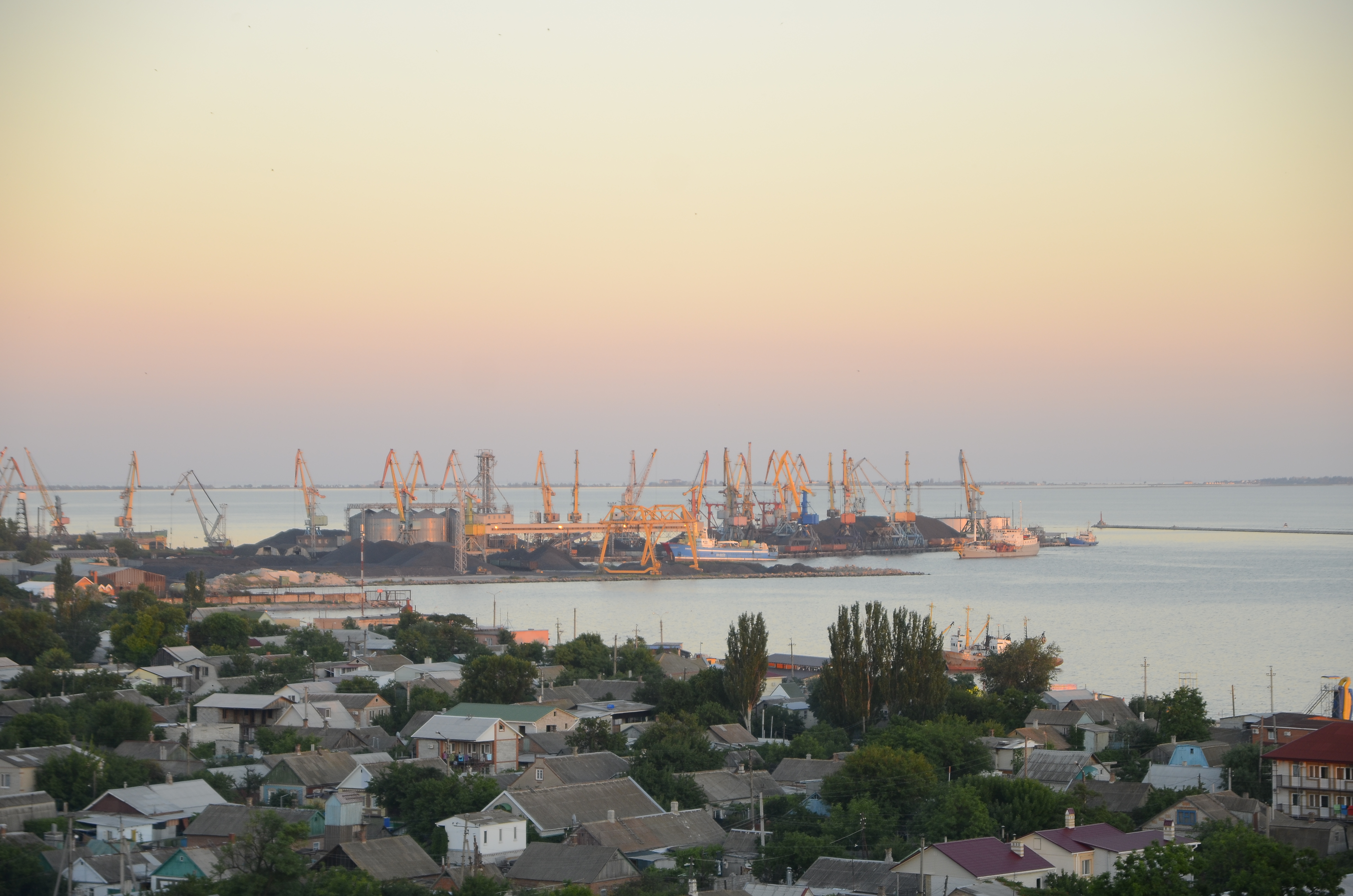
Vista del puerto de Berdiansk

Durante el período soviético, Berdiansk era un poderoso centro industrial. Había fábrica de máquinas agrícolas, fábrica de máquinas viales, fábrica de máquinas hidráulicas, refinería de petróleo, fábrica de fibra de vidrio, fábrica de cables, de hormigón armado, fábrica de equipos de manipulación de materiales, provisiones de fábrica en panificación complejo, planta de leche, una planta empacadora de carne en cantidad considerable de construcción y organizaciones de montaje, y era donde la estación de mercancías de ferrocarril y puerto comercial del mar tomaban asiento. Sin embargo, en los primeros años de la independencia de Ucrania la mayoría de las grandes empresas industriales dejaron de existir, reorganizándose en empresas privadas más pequeñas.
En 2018 comenzó el establecimiento de una pequeña base naval para las fuerzas navales ucranianas en Berdiansk que se completó en 2020.

### Turismo

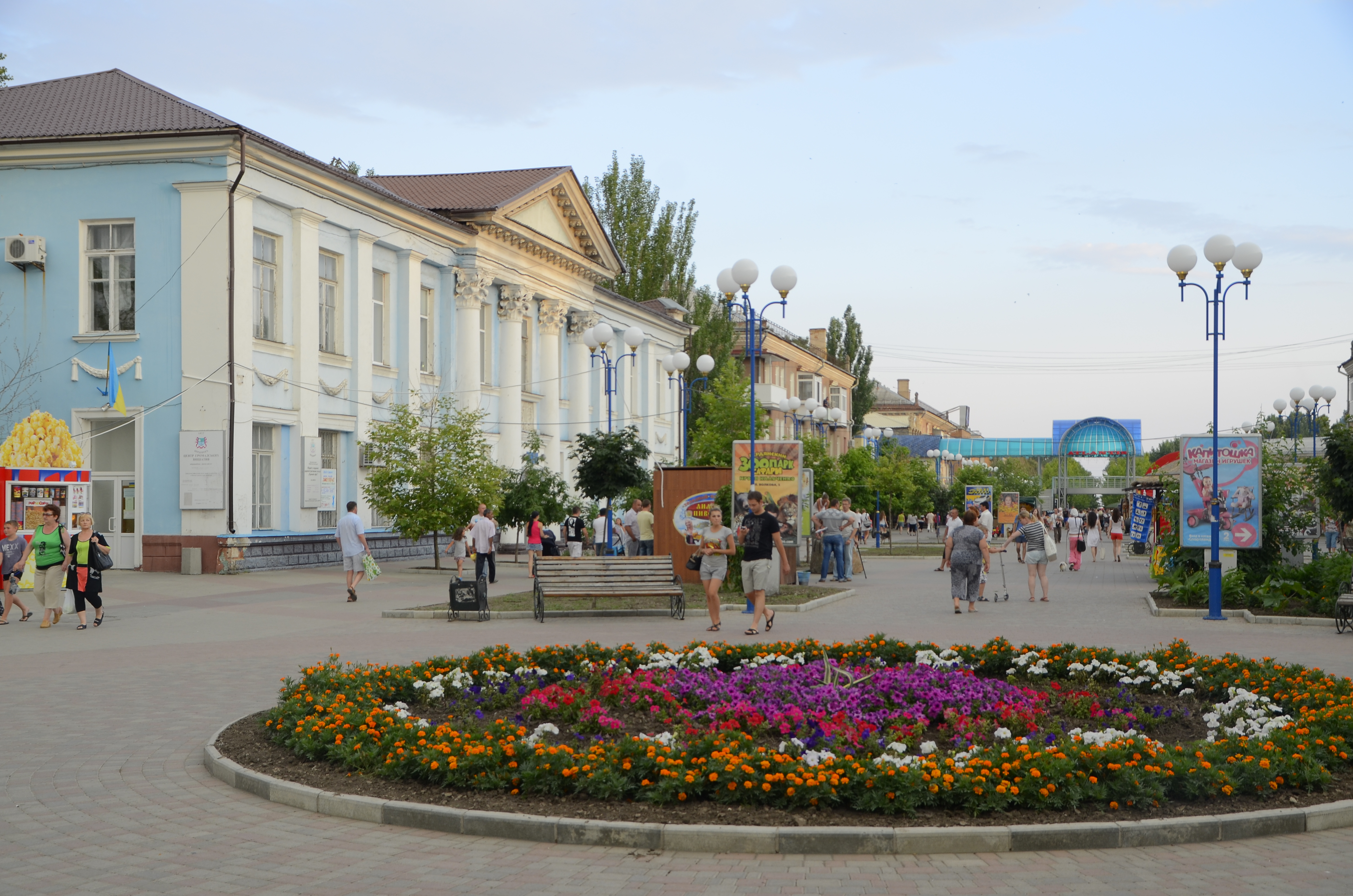
Centro de la ciudad

El estado de la ciudad ha cambiado gradualmente de un centro industrial a un centro más turístico. Hoy Berdiansk es la principal ciudad turística de la costa de Azov. Su población asciende a unos 130.000 habitantes, y durante la temporada turística esta cifra asciende a unos 600.000. Las instalaciones de ocio están muy desarrolladas y compiten con éxito con los centros turísticos de la costa del Mar Negro y Crimea. Hay una gran cantidad de sanatorios y balnearios donde es posible tomar cursos médicos y restaurativos para la "mejora de la salud".
En el istmo de Berdiansk hay alrededor de 7 sanatorios, 17 establecimientos infantiles y deportivos, 45 centros de recreación y pensiones que reciben hasta 15 mil visitantes. También está el parque acuático más grande de Europa, el delfinario de Kiev, un zoológico de safari y muchos establecimientos culturales y de ocio. Gradualmente, Berdiansk se está convirtiendo en una ciudad europea moderna. En 2001 recibió el primer lugar en una competencia de toda Ucrania para el mejor embellecimiento de la ciudad.
En la zona peatonal de la avenida Azov, la plaza marítima y los muelles de Berdiansk es posible viajar en triciclos; también hay una pequeña locomotora de vapor y caballos. En todas las playas hay entretenimientos como: paseos en bananas de goma y tabletas, bicicletas acuáticas y motos, toboganes y trampolines, y vela. También hay vida nocturna, con muchos bares y restaurantes ubicados directamente en la costa del mar.

## Infraestructura

### Arquitectura, monumentos y lugares de interés

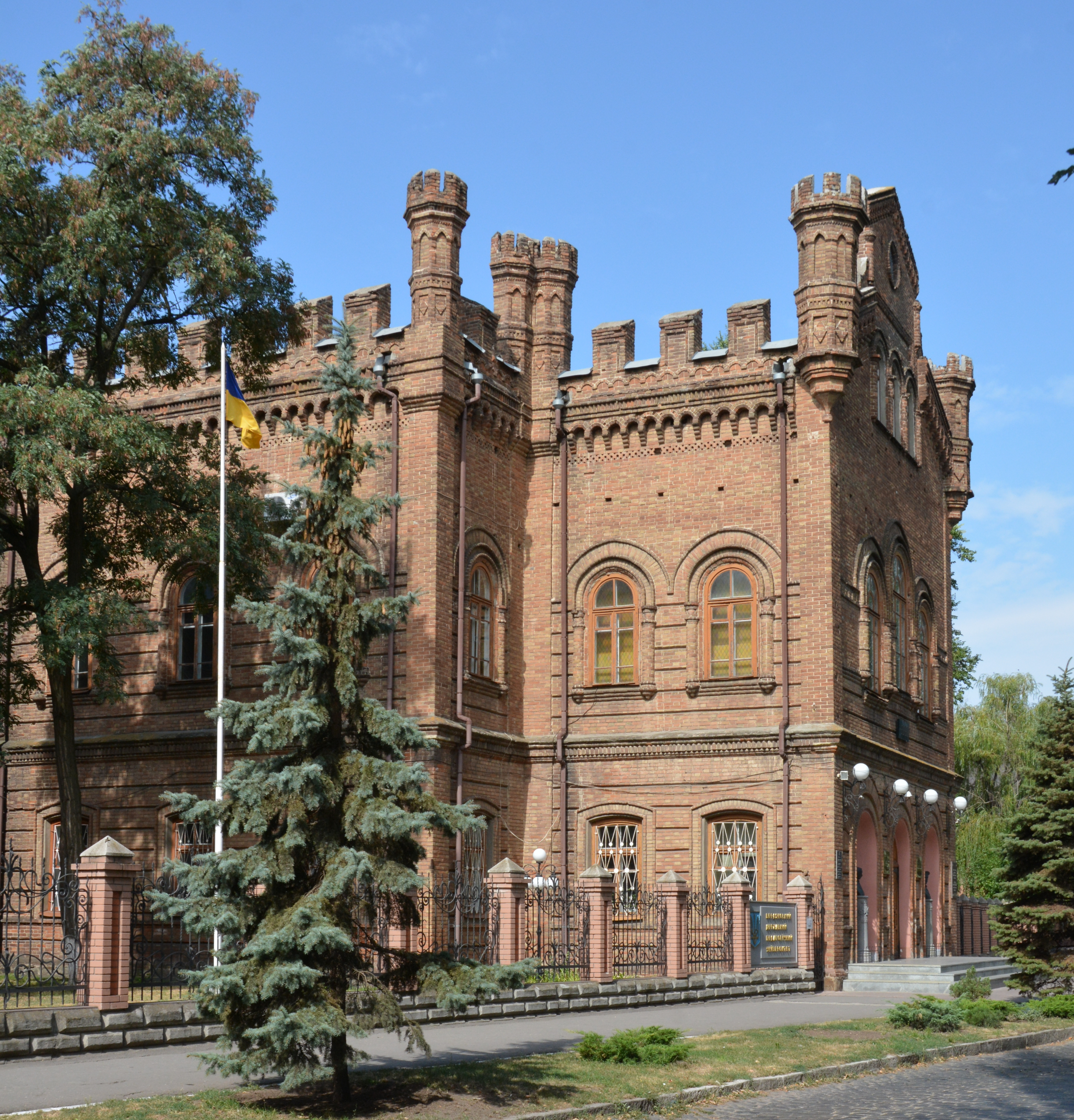
Universidad Pedagógica del Estado

Berdiansk tiene monumentos inusuales. Junto con los monumentos a Aleksandr Pushkin y Schmidt, hay monumentos al partidario del gobio, al técnico sanitario, al niño pescador, al sapo envidioso y a los hijos del teniente Schmidt. El sillón de los deseos también es popular; se dice que si uno se sienta en él y piensa en un deseo, entonces se hará realidad. También hay un monumento a Ostap Bénder y Shura Balagánov, personajes de la novela El becerro de oro. Estos monumentos inusuales están siendo restaurados en la avenida Azov.
En Berdiansk hay varios museos de arte, Museo de Schmidt, el Museo de la Segunda Guerra Mundial y museo de historia de Berdiansk. La ciudad tiene también varios templos como la iglesia luterana de Berdiansk, de estilo neogótico, o la sinagoga de Berdiansk.

### Educación
Berdiansk tiene instituciones educativas de preescolar, secundaria y superior. Excepto las escuelas integrales que estaban allí la mayoría son liceos privados e institutos. A pesar de las pequeñas dimensiones de la ciudad y el pequeño número de la población local, en Berdiansk esta la Universidad Pedagógica del Estado y de la Universidad de Administración y Negocios. Además, en las sucursales de la ciudad de otras escuelas secundarias y colegios profesionales se encuentran. 
En el parque hay una escuela musical de Schmidt Berdiansk, y absolutamente cerca, casi en la costa, la escuela de arte. Uno de los sujetos de orgullo de Berdiansk es el Centro de la Infancia y la creatividad juvenil numeración de una gran cantidad de grupos de estudio y conjuntos.

### Transporte
La ciudad está ubicada a 10 km de la carretera M-14 (E-58) que une Reni-Odesa-Rostov del Don. La autopista de importancia regional Berdiansk-Tokmak- Energodar-Kámianka-Dniprovska (R-48) también parte de la ciudad. Berdiansk tiene una importante ferrocarril de cruce y también tiene un buen puerto marítimo de carga de gran capacidad. Durante la última década el aeropuerto de Berdiansk no ha estado operativo.

## Cultura
Berdiansk se enorgullece de ser una ciudad de acogida a más de diez festivales al año. La lista incluye el Festival de Azov en el verano ucraniano del Periodismo, popular del Festival de Cine de Brigantine, Festival de Jazz de Berdiansk, la hilarante por el Festival Oscuro Mar Azul Comedia, Festival de Talento para la Infancia Superior-Superior, Pop Music Festival de los Niños de Lluvia de estrellas, Berdiansk Folk y Música Religiosa Festival, el calor de la Fiesta del Sol, el Azov Velas televisada Festival de Talento Infantil, la roca inolvidable y rollo de la Fiesta de la Cerveza eslava Soul Festival y generoso.
La ciudad cuenta con una gran variedad de entretenimiento para niños de todas las edades, incluyendo un nuevo parque zoológico, un parque acuático, el más grande en el territorio de la ex Unión Soviética, y dos parques de atracciones.
El patrimonio cultural de los residentes alemanes se mantiene en un centro cultural alemán y una organización juvenil.

## Galería

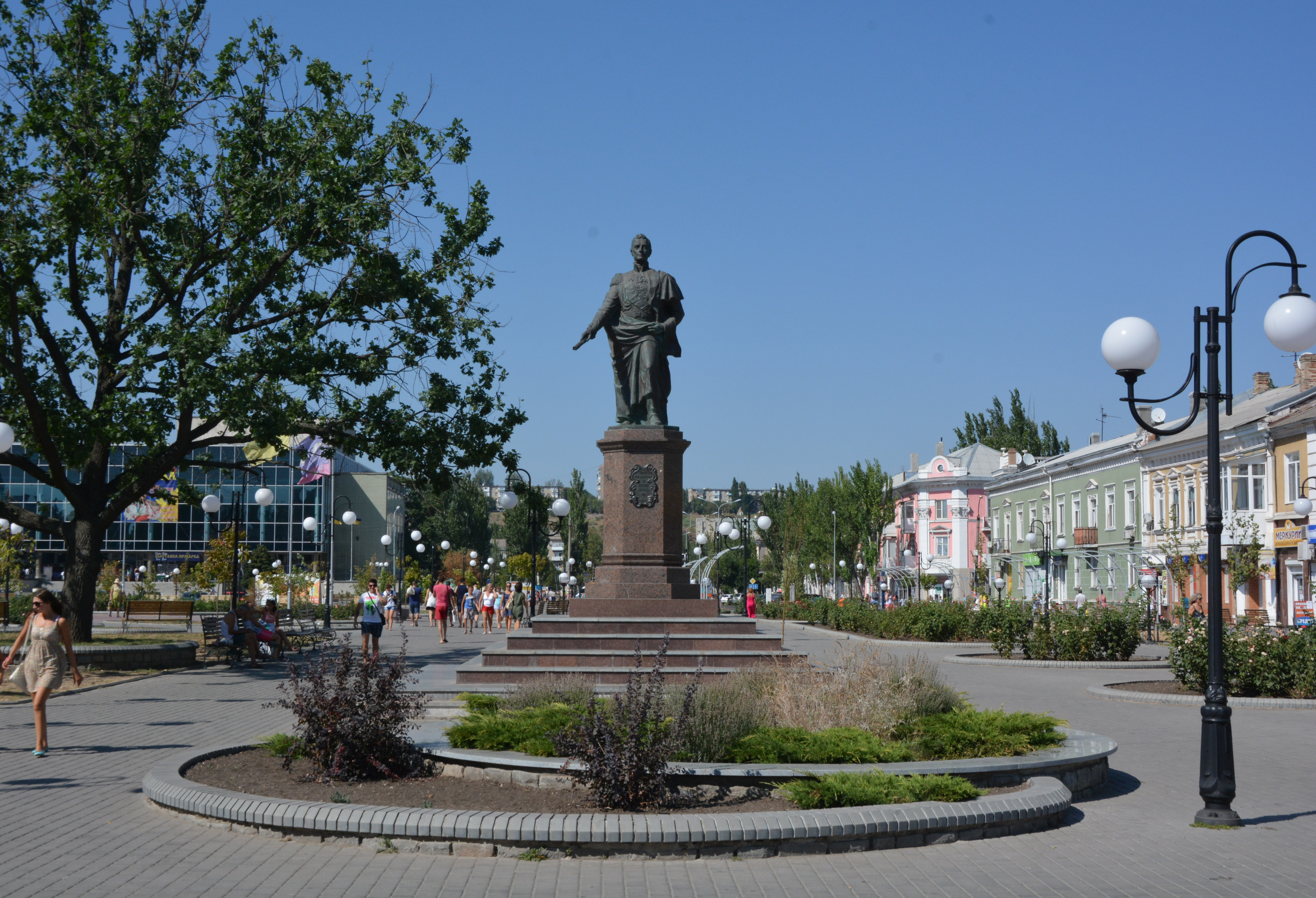
Calle peatonal
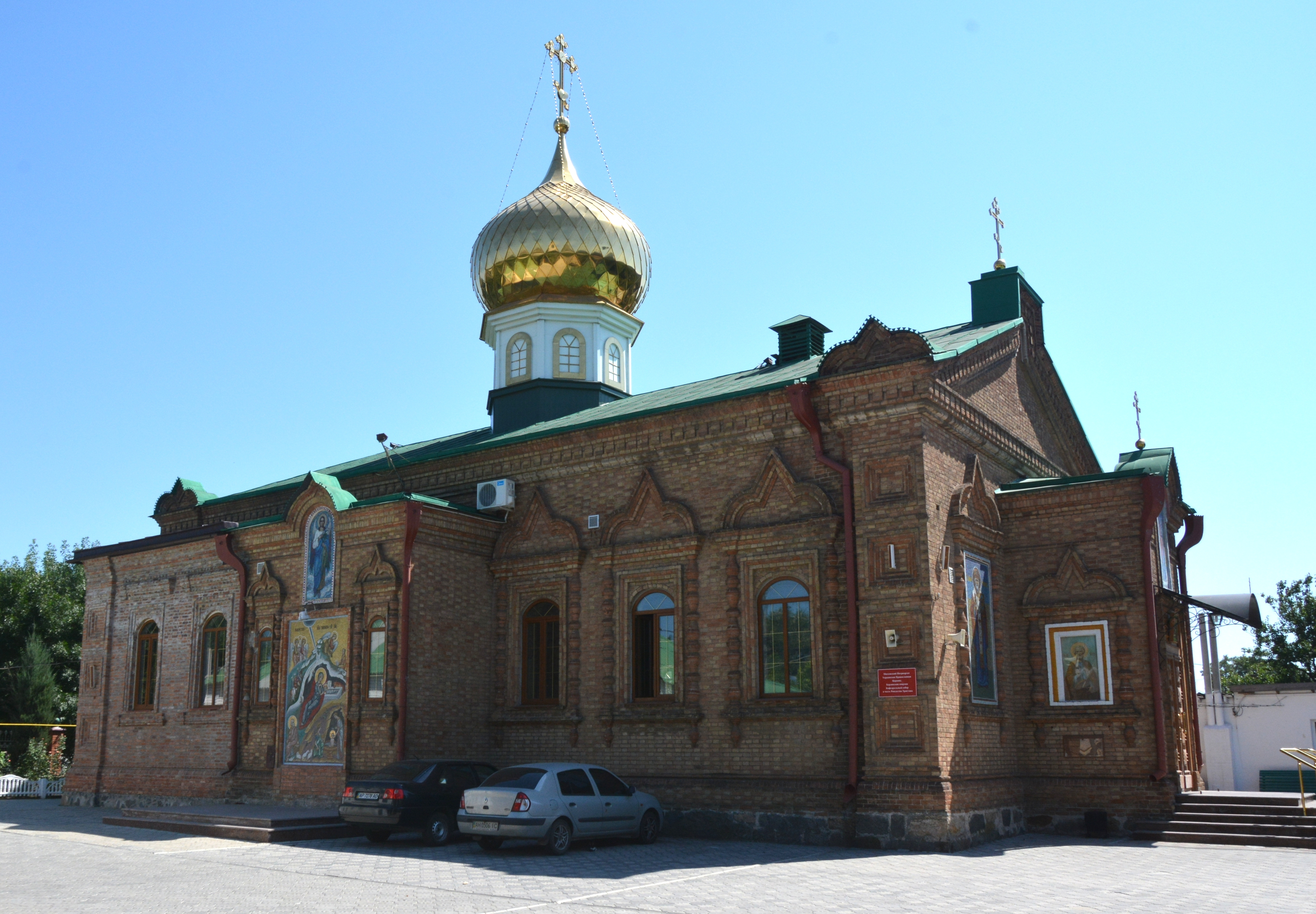
Catedral de Berdiansk
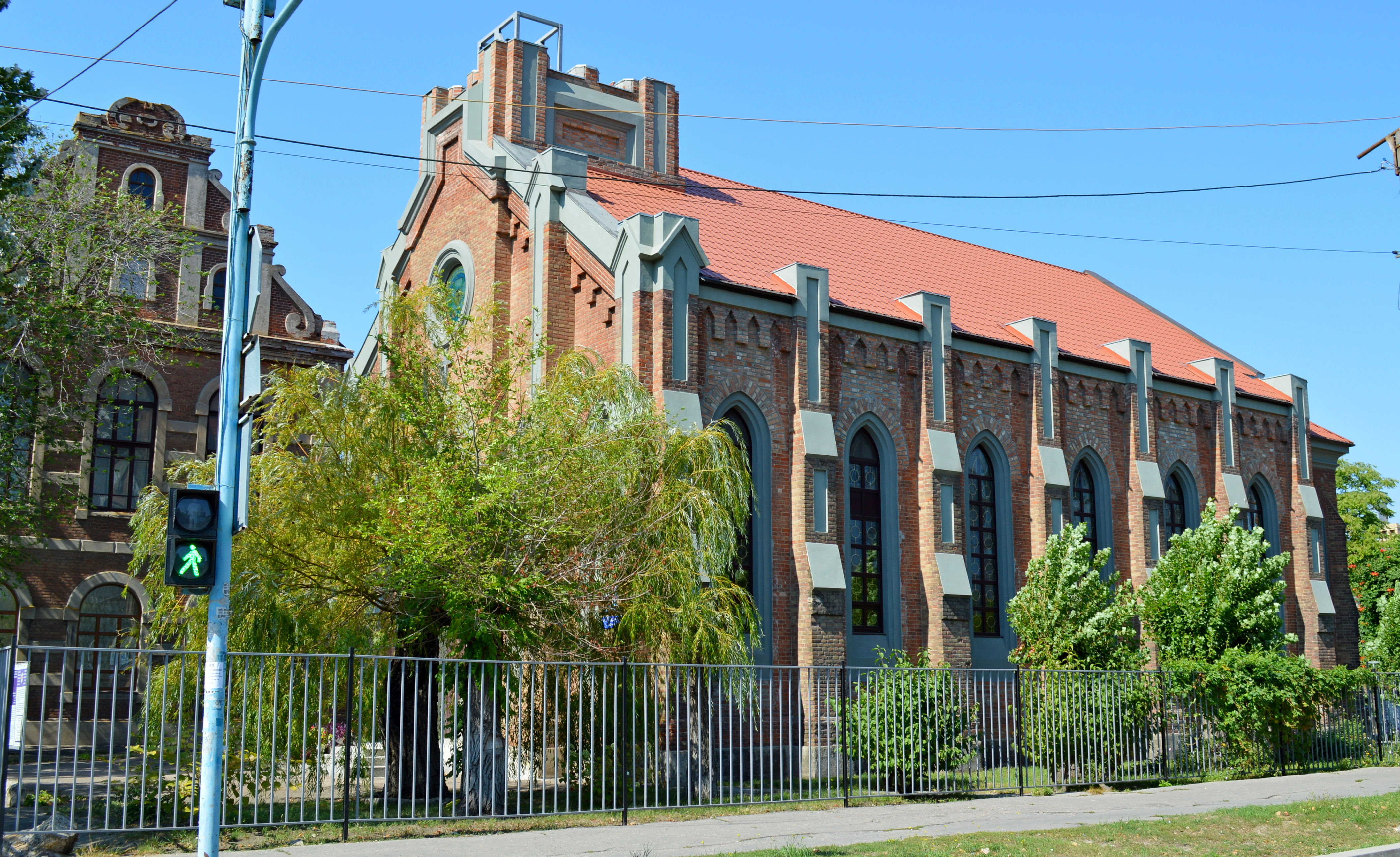
Iglesia luterana de Berdiansk
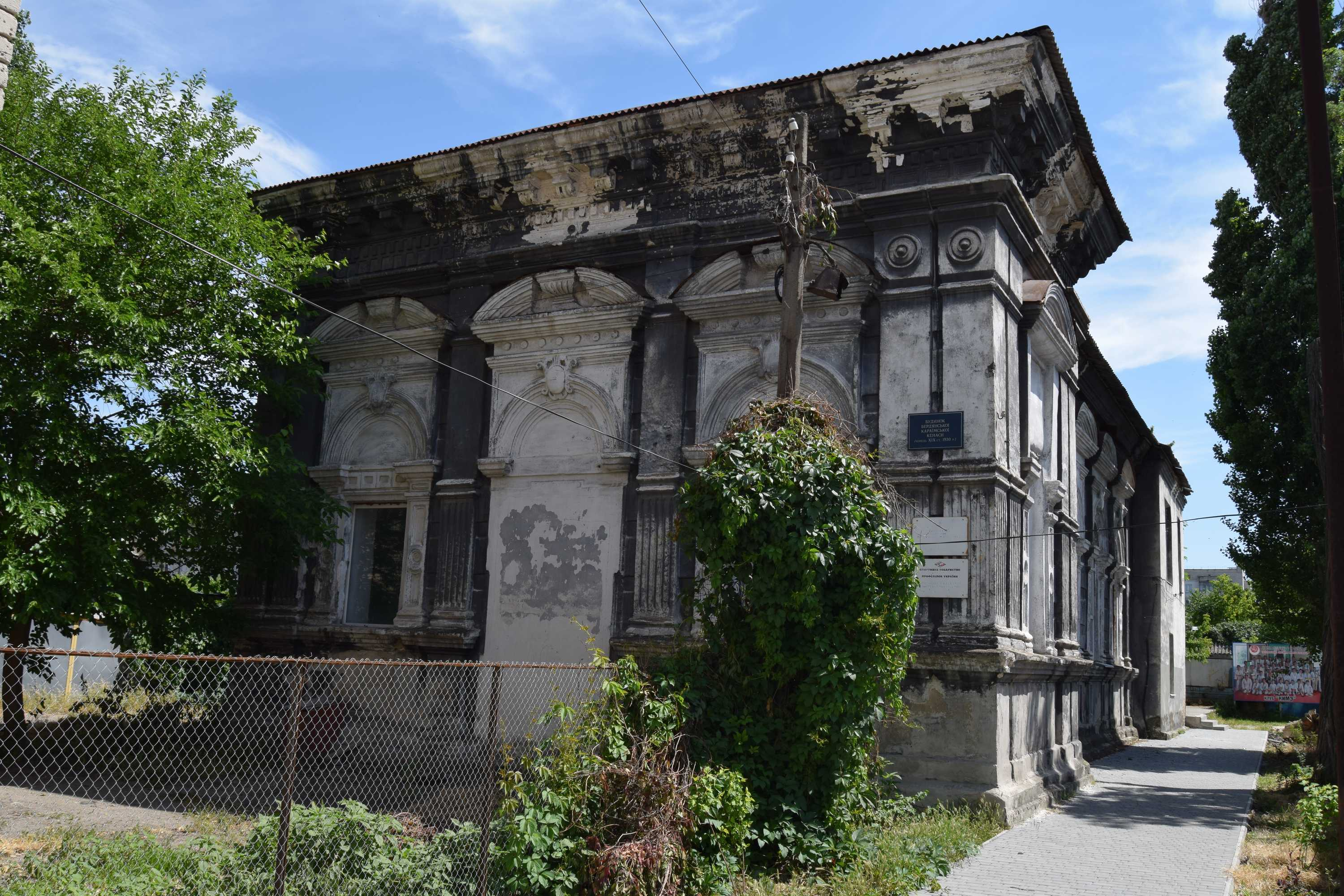
Antigua sinagoga
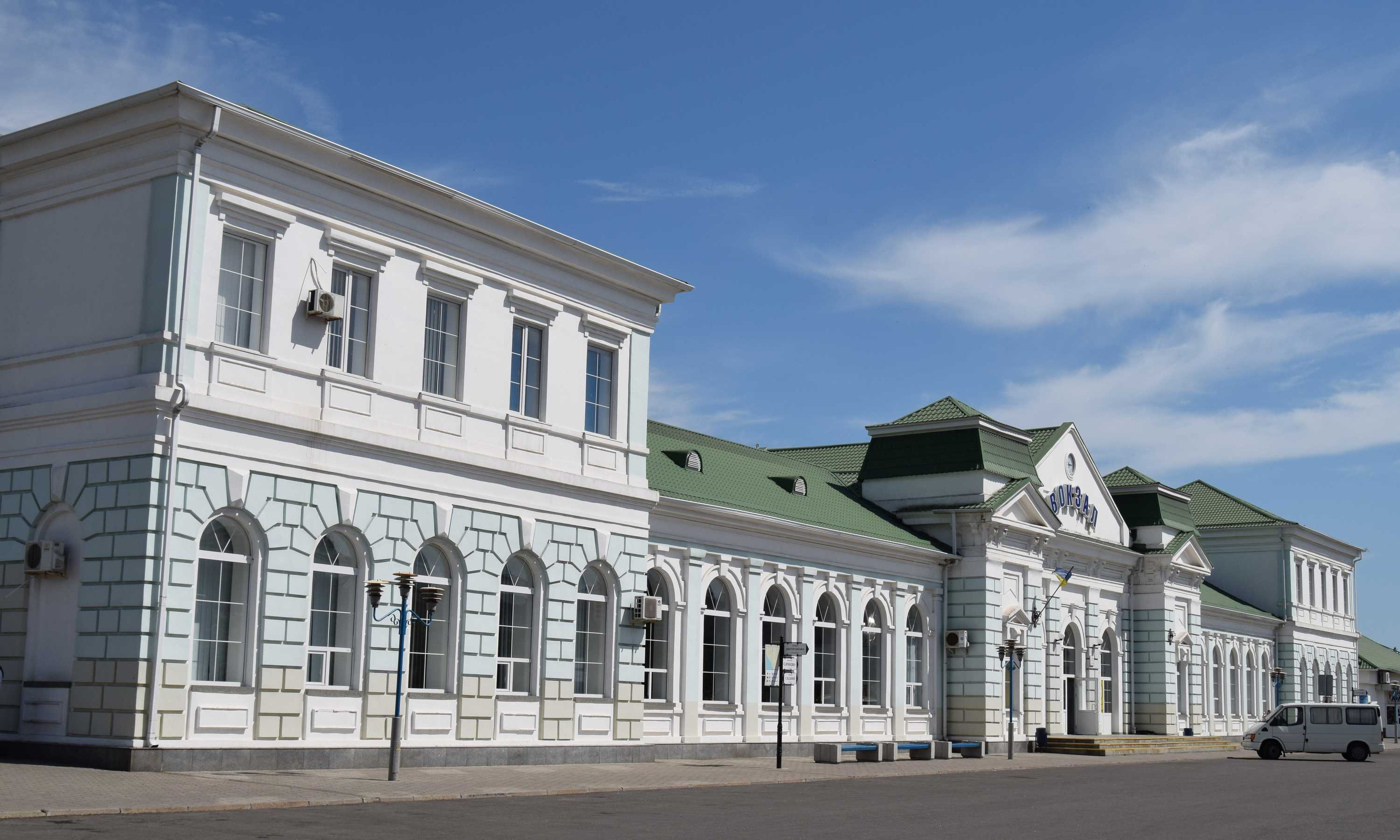
Estación de trenes de Berdiansk
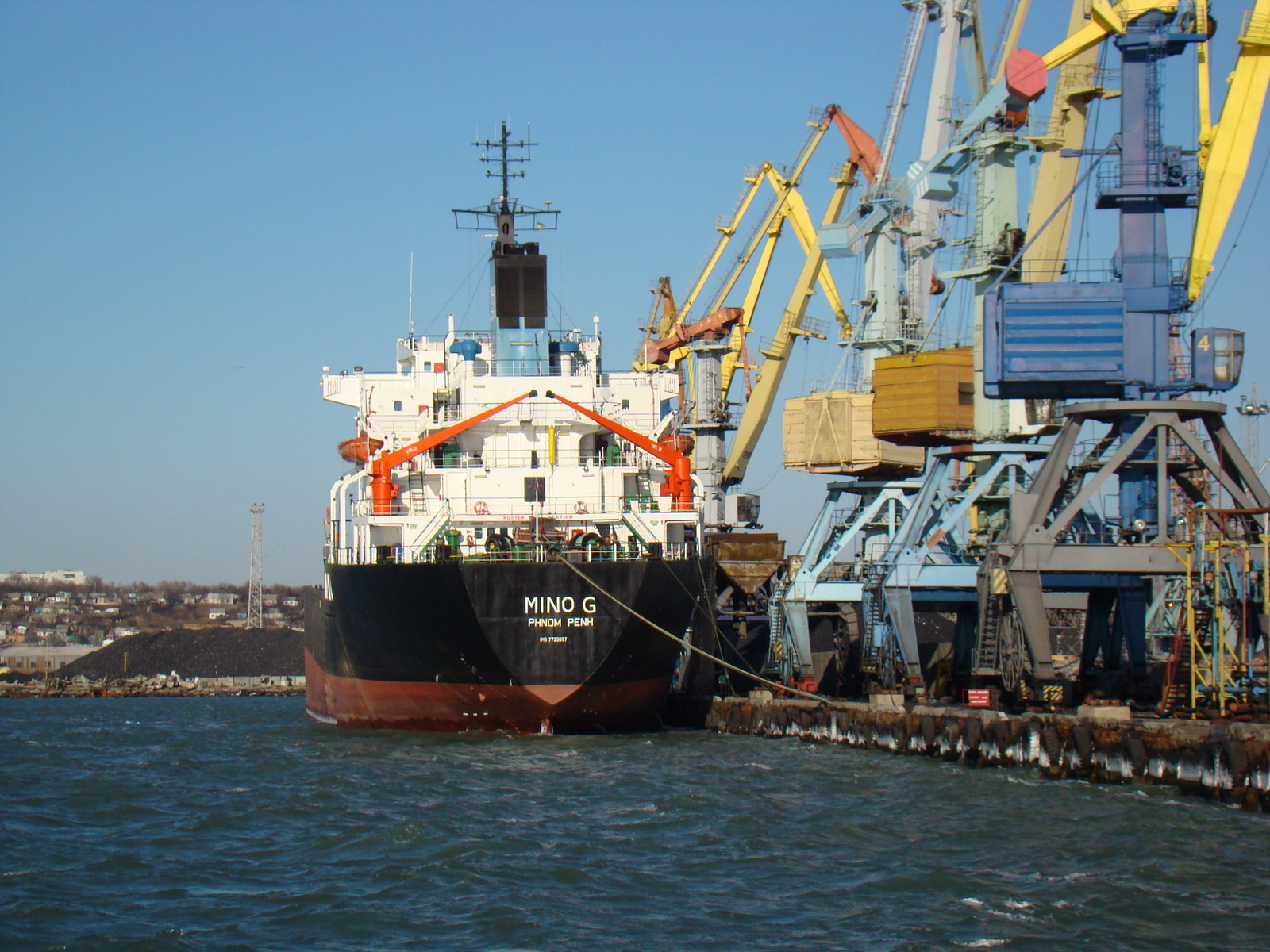
Muelle en el puerto de Berdiansk
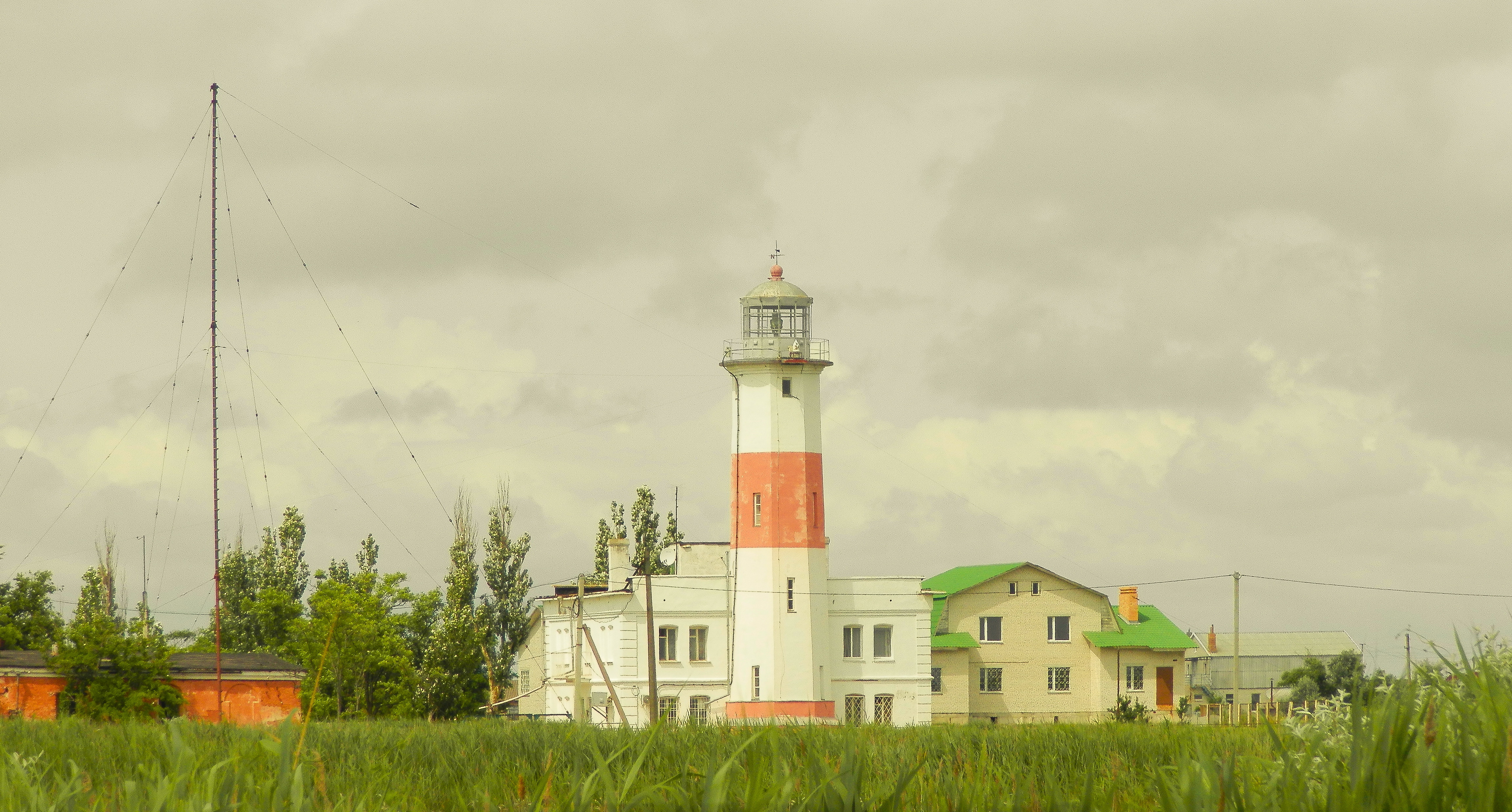
Faro interior de Berdiansk
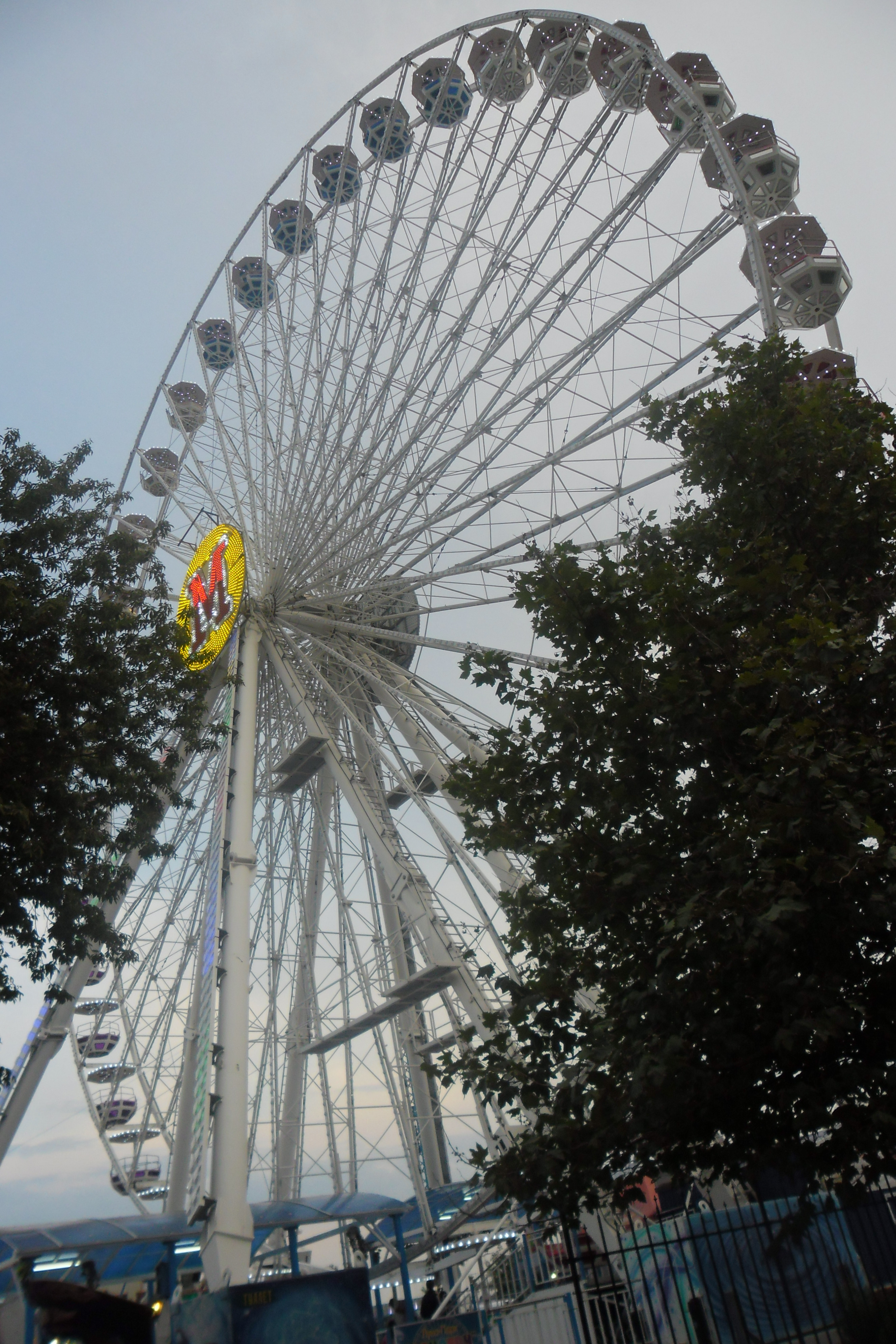
Noria de Berdiansk

## Ciudades hermanadas
- Yámbol, Bulgaria.
- Beibei, China.
- Lowell, Massachusetts, EEUU.
- La Seyne-sur-Mer, Francia.
- Poti, Georgia.
- Glifada, Grecia.
- Bielsko-Biala, Polonia.